# Окопи (гора)
Окопи — гора в массиве Горганы (Украинские Карпаты). Расположена в юго-западной части Надворнянского района Ивано-Франковской области, на северо-запад от села Быстрица и западнее села Максимец.
Высота 1243,9 м. Северные и южные склоны пологие, западные и восточные — крутые. Вершина незалесненная; есть каменные осыпи.
К северу от вершины простирается пологий хребет, соединяющийся с горой Боярин (1679 м). Южнее расположена долина реки Салатрук (левый приток Быстрицы Надворнянской).